# Прва женска савезна лига Југославије у малом рукомету 1953
Прва женска савезна лига Југославије у малом рукомету 1953. је било прво рукометно такмичење за првенство Југославије у женској конкуренцији.
До 1952. године у Југославији се играо само велики рукомет. Од те године почео је нагло да се шири мали рукомет и брзо се уврстио међу најмасовније спортове у Југославији. Популарност је била нарочито велика у школама. Број екипа великог рукомета, првенствено женских, нагло се смањивао у корист малог рукомета.
Последње првенство у великом рукомету за женее одиграно је 1956. године. Пошто су се 1958. угасили скоро сви клубови великог рукомета у земљи, прешло се на играње малог рукомета, који ускоро мења име у рукомет.
Првенства Југославије у малом рукомету за жене од 1953. до 1955. играна су по принципу турнира где су се све екипе нашле у одређеном месту и за 2 до 3 дана одиграле првенство. Прво првенство по лига систему одиграно је у сезони 1955/56. године.
Првенство је одржано у Новој Градишки од 10. до 12. јула одиграно је као отворено првенство уз учешће четири екипе. Играло се по једноструком бод систему (свако са сваким једну утакмицу). 
Учеснице су биле:
- Црвена звезда, Београд
- Локомотива, Загреб
- Мирко Кљајић, Нова Градишка
- Свобода, Љубљана

Првенство је одлучила утакмица Мирко Кљајић — Црвена звезда која је завршила резултатом 14:4.

## Коначан пласман
| Плас. | Тим           | ИГ | Д | Н | ИЗ | ГД | ГП | ГР  | Бод |
| ----- | ------------- | -- | - | - | -- | -- | -- | --- | --- |
| 1     | Мирко Кљајић  | 3  | 3 | 0 | 0  | 32 | 17 | +15 | 6   |
| 2     | Црвена звезда | 3  | 2 | 0 | 1  | 17 | 24 | -7  | 4   |
| 3     | Локомотива    | 3  | 1 | 0 | 2  | 25 | 22 | +3  | 2   |
| 4     | Локомотива    | 3  | 0 | 0 | 3  | 19 | 30 | -11 | 0   |

ИГ = одиграо, Д = победио, Н = нешерио, ИЗ = изгубио, ГД = голова дао, ГП = голова примио, ГР = гол-разлика, Б = бодова